# Grammonus diagrammus
Grammonus diagrammus är en fiskart som först beskrevs av Heller och Snodgrass, 1903.  Grammonus diagrammus ingår i släktet Grammonus och familjen Bythitidae. IUCN kategoriserar arten globalt som livskraftig. Inga underarter finns listade i Catalogue of Life.